# Sigfrido Burmann
Siegfried Bürmann, in seiner spanischen Wahlheimat als Sigfrido Burmann tätig (* 11. November 1890 in Northeim; † 22. Juli 1980 in Madrid, Spanien), war ein deutsch-spanischer Maler, Bühnenbildner und Filmarchitekt mit intensiver Karriere im spanischen Kino der Franco-Ära.

## Leben
Bürmann ließ sich von 1905 bis 1910 an der Kunstakademie Düsseldorf zum Maler und Bühnenbildner ausbilden. Dort war Willy Spatz sein Lehrer. 1908 brachte ihn ein Malerei-Stipendium erstmals nach Spanien. 1913 reiste er mit seinen Studienfreunden Wilhelm Beintmann und Fritz Burmann nach Italien, 1914 mit Beintmann nach Spanien, wo sie wegen des Ausbruchs des Ersten Weltkriegs zu bleiben beschlossen. In Madrid begann Bürmann 1920 eine Karriere als Bühnenbildner und -maler. Seine Tätigkeit führte ihn unter anderem mit Spaniens bedeutendem Dichter Federico García Lorca zusammen. Burmanns Theaterkulissen schmückten Inszenierungen nach Vorlagen von u. a. Shakespeare, Lope de Vega, Jean Anouilh, Friedrich Schiller, Emlyn Williams und sogar Bertolt Brecht.
Erst 1933 knüpfte Siegfried Bürmann, der in Spanien seinen Vornamen zu „Sigfrido Burmann“ hispanisierte, ersten Kontakt zum Kino seiner Wahlheimat. Zunächst wurde er dort als Kulissenmaler, Architekten-Assistent und einfacher Architekt eingesetzt, ab 1938, seit einem vorübergehenden Aufenthalt in Berlin, betätigte sich Burmann vor allem als Ausstatter. Der mit einer Baskin verheiratete Burmann entwarf die Filmkulissen zu einer Fülle von Unterhaltungsproduktionen. Dabei handelte es sich um Komödien und Lustspiele ebenso wie um Dramen und Melodramen; Burmann designte aber auch die Architektur für franquistische Propagandastücke. Faktisch alle bedeutenden Regisseure der Franco-Ära, darunter Edgar Neville, Ladislao Vajda, Florián Rey, Luis García Berlanga und Juan de Orduña, bedienten sich seiner Entwürfe.
Erst Mitte der 1960er Jahre zog sich Burmann allmählich ins Privatleben zurück. 1973, bereits weit über 80 Jahre alt, beendete er endgültig sowohl seine Filmtätigkeit als auch seine Bühnenarbeit. Sein älterer Sohn, der noch in Deutschland geborene Hans Burmann, arbeitete als Kameramann, sein anderer Sohn Wolfgang Burmann wählte den Beruf des Vaters und war ab den 1960er Jahren ein gefragter Filmarchitekt.

## Filmografie
- 1938: Der Barbier von Sevilla (El barbero de Sevilla)
- 1939: Los cuatros Robinsones
- 1940: La gitanilla
- 1940: La marquesona
- 1941: Fortunato
- 1941: Oro vil
- 1941: Raza
- 1942: Sehnsucht ohne Ende (Sarasate)
- 1942: Goyescas
- 1944: Castañuela
- 1945: Bambù
- 1945: Souka (Misión blanca)
- 1946: Un drama nuevo
- 1946: Serenata española
- 1947: Confidencia
- 1947: Nada
- 1947: Revelación
- 1948: La cigarra
- 1948: Johanna von Kastilien (Locura de amor)
- 1949: Filigrana
- 1949: Noventa minutos
- 1949: Vendaval
- 1950: Der schwarze Jack (Black Jack)
- 1950: Sangre en Castilla
- 1950: Pequeñeces
- 1950: Agustina de Aragón
- 1951: La leona de Castilla
- 1951: Alba de América
- 1951: Lola la picanera
- 1952: Dona Francisquita
- 1953: La alegre caravana
- 1953: Maldición gitana
- 1953: Novio a la vista
- 1954: Aventuras del Barbero de Sevilla
- 1954: Cañas y barro
- 1954: El padre Pitillo
- 1955: Un aventura de Gil Blas
- 1956: Der Widerspenstigen Zähmung (La fierecilla domada)
- 1956: Torrepartida
- 1956: Der große Verführer (Don Juan)
- 1956: Das nackte Leben (El bataillón de las sombras)
- 1957: Der Sohn des Scheik (Gli amanti del deserto)
- 1957: Maravilla
- 1958: Café de Puerto
- 1958: La tirana
- 1958: Musica de ayer
- 1959: Maria de la O
- 1959: Menschen, die im Schatten stehen (Il magistrato)
- 1960: El indulto
- 1960: El amor de los amores
- 1961: Bello recuerdo
- 1961: Historia de una noche
- 1962: El balcón de la luna
- 1962: Loca juventud
- 1963: La batalla del domingo
- 1963: Las gemelas
- 1963: El secreto de Tomy
- 1964: Valiente
- 1964: Für eine Handvoll Dollar (Per un pugno di dollari)
- 1964: Un hombre solo
- 1964: Jandro
- 1965: Saul e David
- 1965: Gleich wirst du singen, Vögelein (Mission spèciale à Caracas)
- 1965: Der Marquis – der Mann, der sich verkaufen wollte (El marques)
- 1966–1970: La casa de los Martinez (Fernsehserie)
- 1973: Tamaño natural